# Спасо-Преображенский собор (Яренск)
Спа́со-Преображе́нский собо́р (собо́р Спа́са Преображе́ния) — недействующий каменный православный храм в с. Яренск Архангельской области, построенный в 1745—1758 годах. Объект культурного наследия России регионального значения. В здании расположен Яренский районный краеведческий музей.

## История
21 марта 1745 года архиепископ Великоустюжский и Тотемский Гавриил издал указ о постройке каменной церкви во имя Воскресения Христова с приделом св. Иоанну Предтече. Храм строился с 1745 года, завершён строительством в 1758 году. 16 мая 1760 года епископ Великоустюжский и Тотемский Варлаам разрешил устройство при этой церкви второго придела в честь св. Апостола и Евангелиста Луки, небесного покровителя строителя храма яренского купца Луки Иосифовича Новосёлова. Изначально храм был освящён (1758) как Воскресенская церковь. Однако 7 июня 1762 года находившийся рядом деревянный шатровый Спасо-Преображенский собор (действовавший с 1639 года) сгорел от удара молнии. В связи с этим епископ Великоустюжский и Тотемский Феодосий 4 августа 1765 года издал указ о переименовании каменной Воскресенской церкви в Спасо-Преображенскую. Повторное освящение храма под новым названием произошло в 1775 году. На тот момент храм был однокорпусным, неотапливаемым (холодным), с одной главой, обшитой железом и окрашенной зелёной краской, свод осьмерика был покрыт тёсом, крест был железный, просечённый. В 1822 году на средства местного жителя Андрея Новосёлова было начато сооружение каменной колокольни в составе собора, законченной строительством в 1855 году.
В 1788 году в приходе церкви числилось 308 прихожан обоего пола, в 1868 году — 1052.
После революции 1917 года церковь была закрыта, но не разрушена, в отличие от соседнего Всехскорбященского собора. В 1929 году здание закрытого Спасо-Преображенского собора было передано яренскому «Районному музею местного края». В новом здании музей открывается 27 июня 1930 года и получает название «Районный краеведческий музей». Благодаря этому в Спасо-Преображенском соборе прекрасно сохранилось внутреннее убранство и фрески. 

## Архитектурное описание
Собор находится в западной части Яренска в парковой зоне на высоком берегу реки Кижмола. Композиционно создаёт высотную доминанту в окружающем городском ландшафте. Как и большинство православных церквей, ориентирован с запада на восток. Храм сложен в основном из красного большемерного кирпича 32 × 17 × 8 см, скреплённого известковым раствором. Одноэтажный, состоит из двух основных объёмов: четверик со световым восьмериком и барабаном с луковичной главой; высокая колокольня типа «восьмерик на четверике». Они соединены трапезной с двускатной крышей, к ней симметрично пристроены два придела. С двух сторон колокольни к западной стене трапезной примыкают пристройки (палатки) для печей. Печные трубы оформлены в виде башенного продолжения угловых пилястр храма. Восточную стену храма до половины высоты четверика образует гранёная апсида; апсиды приделов также гранёные. По периметру всех разновысоких объёмов храма — развитый карниз. Междуярусный профилированный пояс, расположенный по периметру колокольни, а также по южному и северному фасаду кафоликона, сформирован кирпичной кладкой и покрыт металлом. На углах и плоскостях стен, раскрепованных вверху карнизами, — пилястры. 
Своеобразный наружный декор собора сочетает элементы, характерные как для XVIII, так и для XVII века.
Композиционным центром интерьера собора является расположенный в четверике пятиярусный иконостас с клиросами. В четверике также находятся балкон хоров с лестницей и паникадило. Культурную значимость имеет монументальная живопись на стенах храма: роспись сводов, простенков и откосов окон, панно на холсте балкона хоров в храме и алтаре.
Фундамент — ленточный бутовый, сложен из валунов, скреплённых глиняно-известковым раствором. Цоколь, несущие стены основного объёма здания, своды первого и второго яруса притвора, коробовый свод трапезной с распалубками дверных и оконных проемов, восьмилотковый свод на тромпах и пятилотковый свод над апсидой сложены из красного большемерного кирпича. Крыши образованы деревянными стропилами, ярусные завершения храма и колокольни — деревянными каркасами. Покрытие крыш металлическое, фальцевое на основных крышах и главах. Сводчатые перекрытия: кафоликон (неф) — восьмилотковый на конхах свод, алтарь — пятигранный сомкнутый свод, цокольные деревянные перекрытия трапезной и ярусов колокольни, цокольное перекрытие кафоликона и алтаря по уплотнённому грунту с покрытием пиленым природным камнем. Жёсткость и надёжность конструкций обеспечивают металлические внутристенные связи. Наружная отделка стен — лицевой большемерный кирпич, декоративные элементы — из формованного профильного кирпича, расшивка швов в виде «валика», покрытие известковой обмазкой. Внутренняя отделка в пределах помещений — штукатурка известково-песчаным раствором с покраской.

Элементы наружного декора Спасо-Преображенского собора
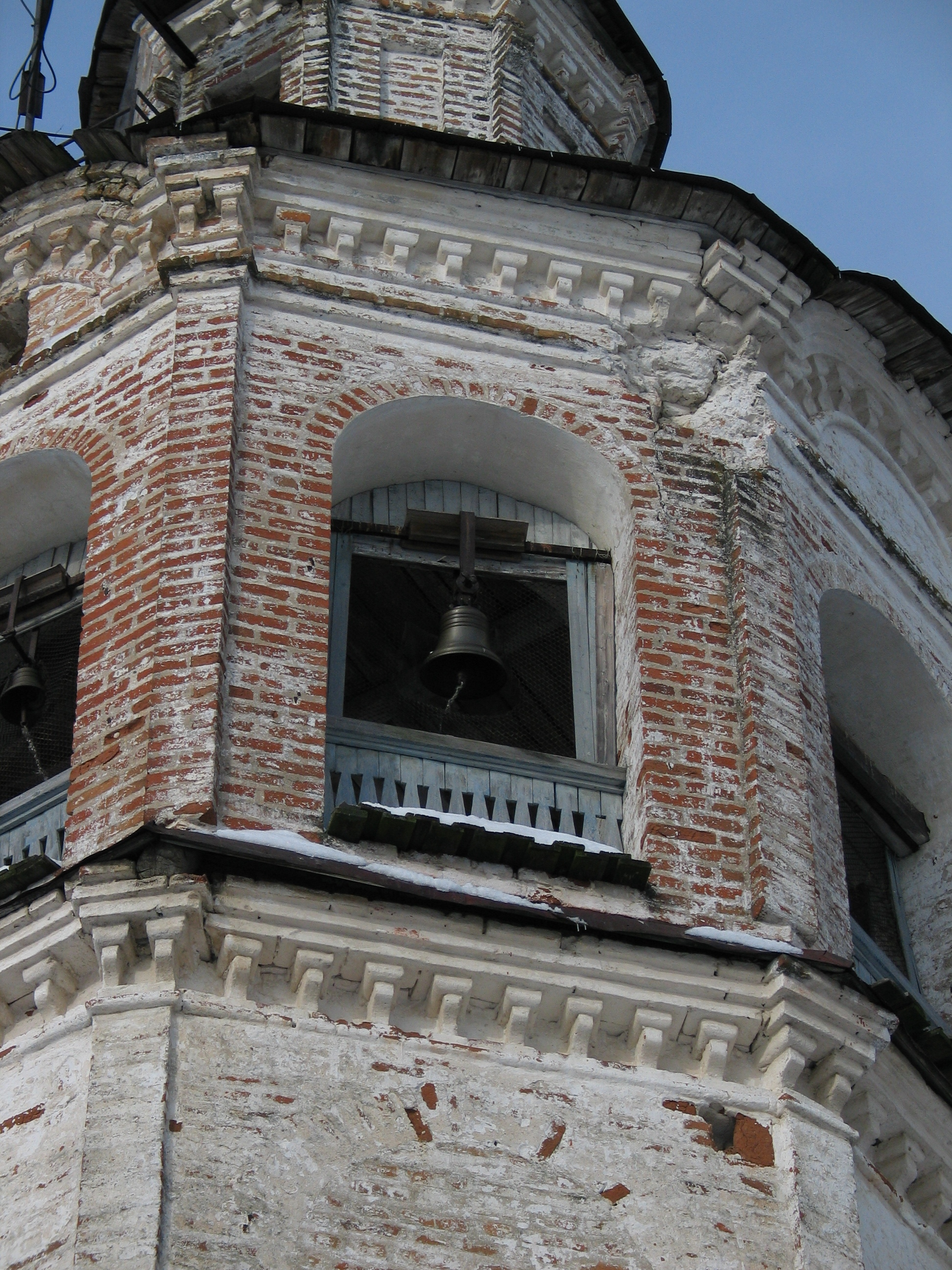
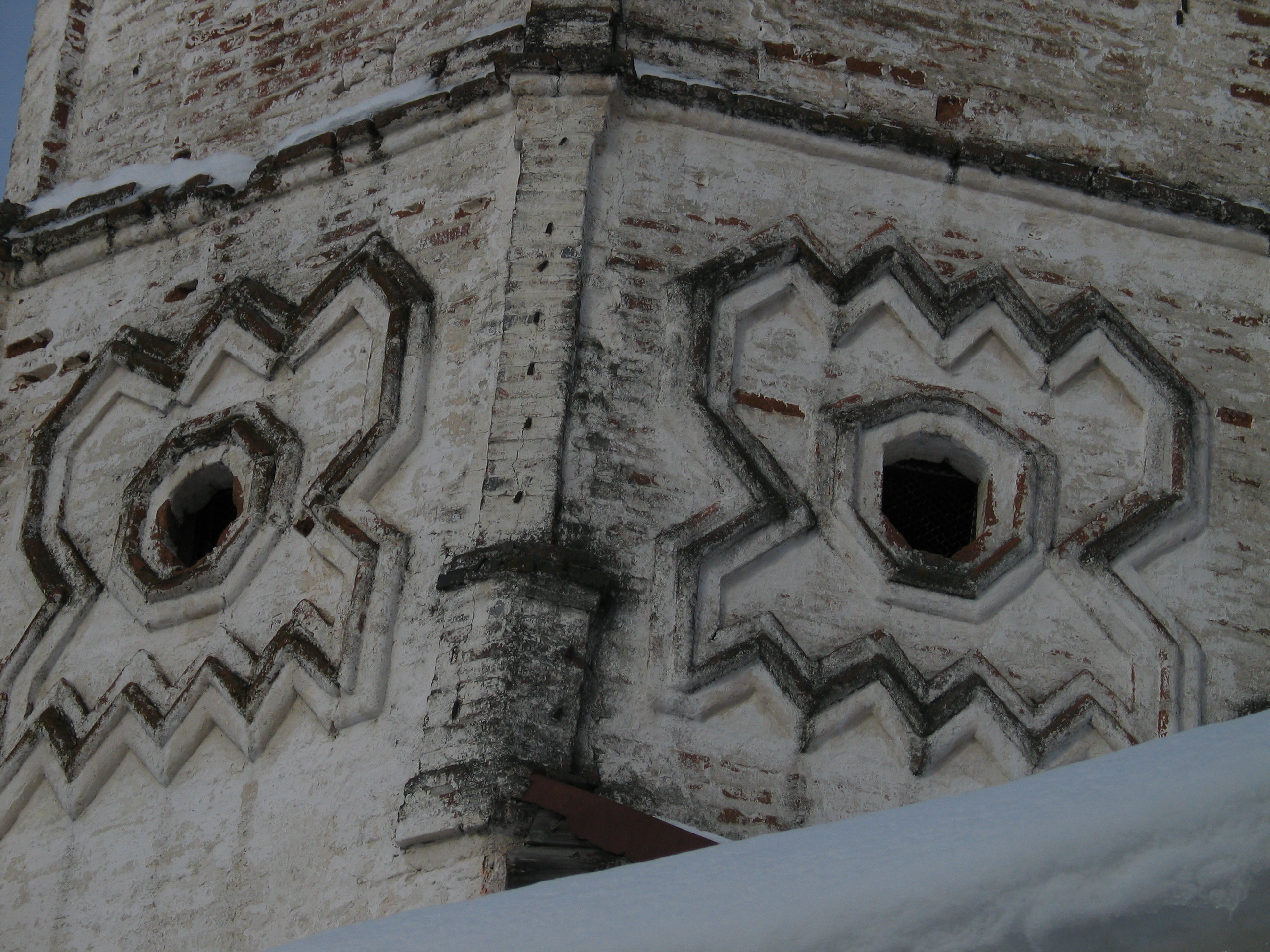
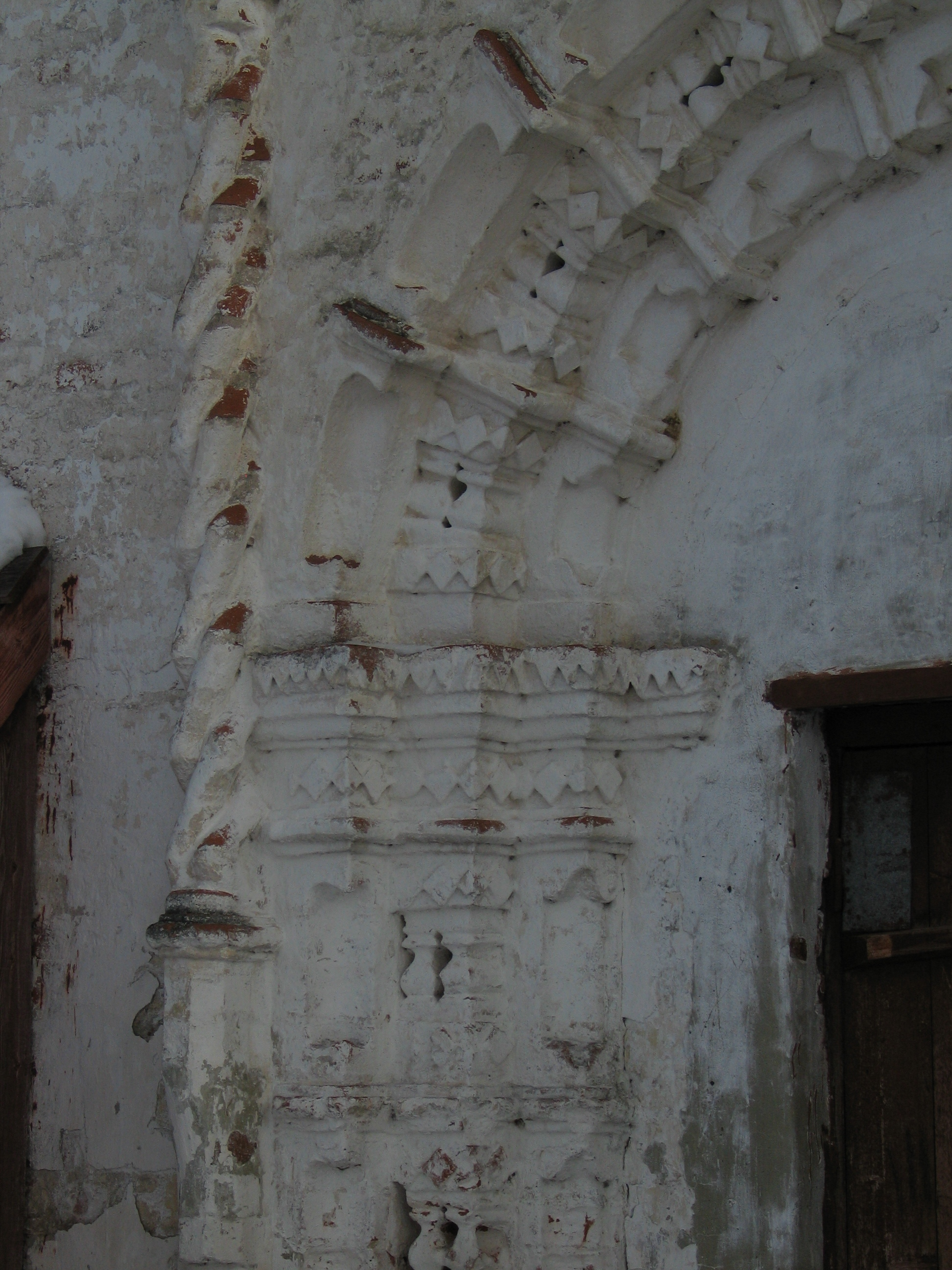
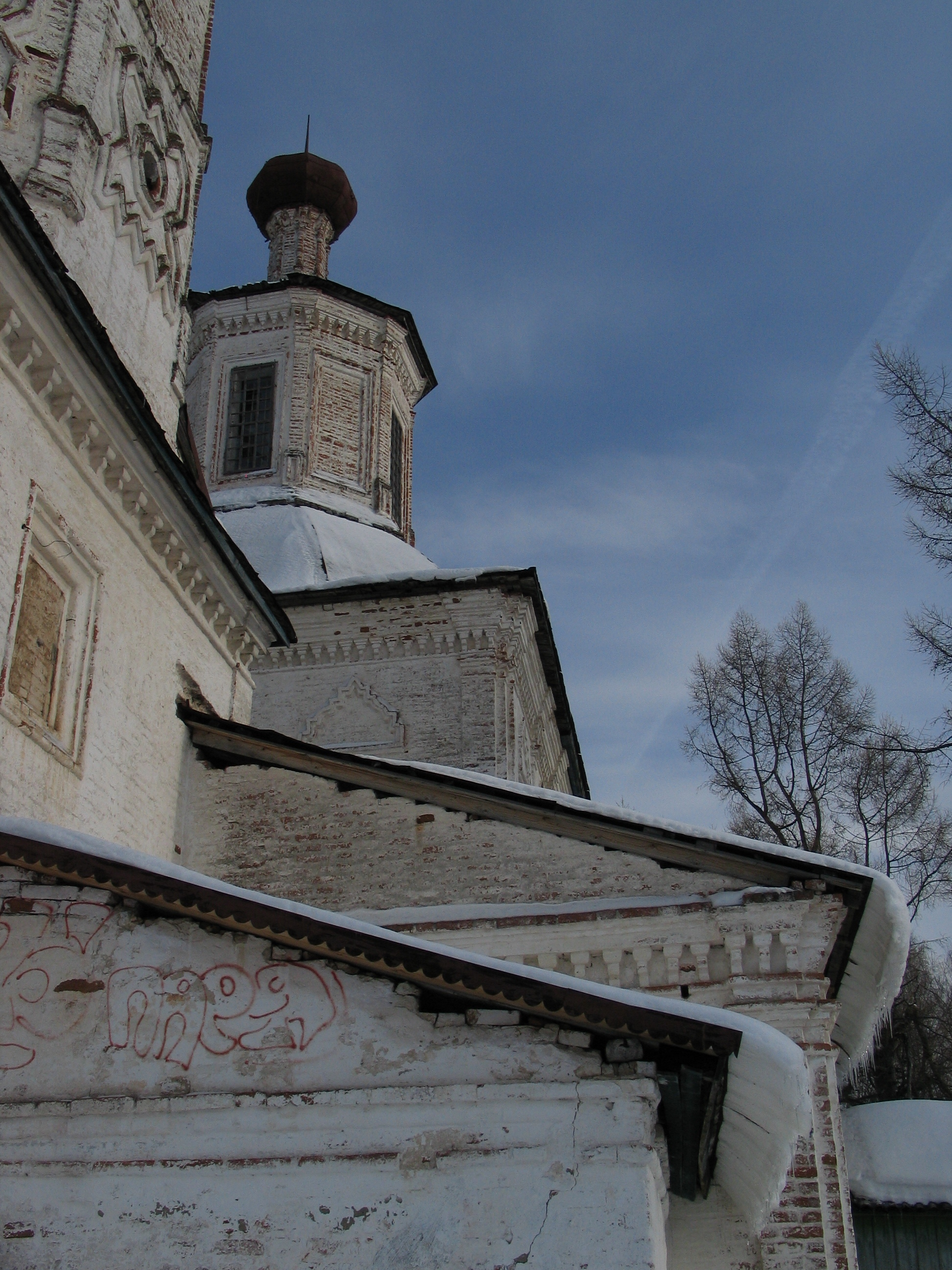